# Barbara Fischer
Barbara Fischer (voorheen Alberts) – voluit Barbara Francine Fischer – was van 1999 tot 2010 een vast personage uit de Nederlandse soapserie Goede tijden, slechte tijden. In 2011 en 2015 keerde ze nog even terug. Charlotte Besijn gaf gestalte aan Barbara.

## Actrice

### Casting
In 1998 werd Besijn gevraagd auditie te doen voor GTST. In eerste instantie was ze wat terughoudend; ze zat niet op een rol in een soap te wachten omdat ze hield van taal, "van mooie stukken", iets dat doorgaans niet van toepassing is bij soaps. Maar omdat ze destijds geen werk had, besloot ze om te auditeren. Zelf zei ze dat ze er niet echt in geloofde, omdat het een grote rol was en ze zichzelf daar eigenlijk te onervaren voor vond. Bovendien was de actrice eigenlijk te jong voor de rol.
Zonder verwachtingen en heel ontspannen deed ze de screentests, die ze eenvoudig doorstond. Vervolgens moest ze in de studio auditie doen met Bartho Braat als tegenspeler en uiteindelijk bemachtigde ze de rol. De eerste aflevering van GTST met Besijn als Barbara Fischer werd uitgezonden op 15 april 1999. Het personage zou eerst Carmen gaan heten, maar de producent en Besijn gaven later de voorkeur aan de naam Barbara. 
Naast Charlotte Besijn deden ook Alexandra Blaauw, Ingeborg Ansing en Monique Rosier auditie, die alle drie bij de laatste ronde kwamen. Alle drie kwamen later in een andere soapserie terecht. Opmerkelijk was dat ze voor Carmen/Barbara een wat oudere actrice zochten van rond de 45 jaar, terwijl er veel actrices van tussen de 35 en 40 auditie kwamen doen.

### Vertrek
Op 10 februari 2010 werd in RTL Boulevard bekendgemaakt dat Besijn Goede tijden, slechte tijden ging verlaten, om zich te gaan richten op spelregie. Vanaf augustus 2010 was zij werkzaam bij de regieafdeling van de soap. Barbara Fischer verliet Meerdijk in de aflevering uitgezonden op 16 april 2010; ze emigreert naar Curaçao om samen met haar zoon Morris een bed and breakfast te openen. Besijn sloot een terugkeer niet uit, maar wil eerst andere dingen gaan doen. Begin februari 2011 keerde Besijn tijdelijk terug in GTST, ter gelegenheid van de bruiloft van Charlie en Rik.
Besijn kwam in 2015 voor in de GTST-app Meerdijk, waar Barbara een Skype-gesprek had met Jef. Deze aflevering kwam 30 november 2015 online.

## Algemene informatie

### Beroepen
Nadat Barbara was vrijgelaten uit de Meerdijkse gevangenis, zocht ze een baan als apothekersassistente. Na twee jaar werd ze de vaste assistent in de huisartsenpraktijk van Gijs Bentz-van der Berg. Na diens vertrek uit Meerdijk was ze enige tijd werkloos. Samen met Ludo Sanders richtte ze het bedrijf Fischer Events op. Als directrice en enige werknemer van het bedrijf organiseerde ze diverse evenementen. Het bedrijf ging na ruim twee jaar op in Sanders Inc. Ze bleef tot 2007 werken voor Fischer Events. Daarna richtte ze, tezamen met Robert Alberts het bedrijf Alberts|Fischer op, om de evenementenorganisatie door te zetten. Het bedrijf werd na een klein jaar opgedoekt toen Robert naar Japan emigreerde. Daarna ging Barbara gewoon verder met het organiseren van evenementen, opnieuw onder de naam Fischer Events. Sinds april 2010 is Barbara samen met haar zoon Morris eigenaar van een bed and breakfast op Curaçao.
- Apothekersassistent (1999–2001)
- Doktersassistent "Gijs Bentz van der Berg (2001–02)
- Eigenaar en Event-planner "Fischer Events" (2003–05, 2008–10)
- Mede-eigenaar en Event-planner "Alberts&Fischer" (2007–08)
- Mede-eigenaar "naamloze B&B" (2010–)

### Vrienden en vijanden
Sinds haar aankomst in Meerdijk was Barbara goed bevriend met Janine Elschot en Laura Selmhorst. Nadat haar huwelijk met Jef Alberts op de klippen was gelopen, bleven de ex-geliefden goede vrienden. Barbara kon het ook goed vinden met Jefs nieuwe vrouw Dorothea Grantsaan. Haar band met Martijn Huygens was in eerste instantie puur vriendschappelijk, maar groeide langzaamaan uit tot een liefdesrelatie. Verder kon ze het goed vinden met Maxime Sanders. Door haar affaire met Martijn, had Barbara geen goede band met Irene Huygens. Vlak voordat Barbara naar Curaçao vertrok, sloten de twee vrede.

### Relaties
- David Thorthon (relatie/getrouwd 1983–1990)
- Jef Alberts (relatie 1999–2001)
- David Thorthon (relatie 2001)
- Jef Alberts (relatie/getrouwd 2001–2004)
- Remco Terhorst  (affaire 2002–2003)
- Wout Zevenaar (affaire 2003)
- Ludo Sanders (relatie 2004)
- Robert Alberts (relatie/verloofd 2005–2008)
- Floris van Wickenrode (relatie 2008–2009)
- Martijn Huygens (relatie 2009–2010)
- Fred Heinsma (relatie 2015–heden)